# José Guadalupe Torres Campos
José Guadalupe Torres Campos (León, Guanajuato, 19 de enero de 1960) es un obispo mexicano que tiene el cargo de obispo de Ciudad Juárez siendo el cuarto monseñor en ocupar este puesto a partir del 20 de diciembre de 2014.

## Primeros años
Fue ordenado sacerdote el 2 de julio de 1984 sirviendo como párroco en Irapuato, Guanajuato hasta que el 10 de diciembre de 2005 el papa Benedicto XVI le nombró Obispo auxiliar de Ciudad Juárez siendo ordenado obispo el 22 de febrero de 2006 por el Mons. Renato Ascensio León y el 25 de noviembre de 2008 fue nombrado primer obispo de la Diócesis de Gómez Palacio, cargo que ejerció hasta diciembre de 2014.